# Podjatle
Podjatle (biał. Пад’ятлы, Padjatły; ros. Подъятлы, Podjatły) – wieś na Białorusi, w obwodzie grodzieńskim, w rejonie grodzieńskim, w sielsowiecie Podłabienie.
W dwudziestoleciu międzywojennym wieś leżała w Polsce, w województwie białostockim, w powiecie sokólskim.